# Pajkrova flošna
Pajkrova flošna je jedna ze tří flošen (či tzv. lunet) královéhradeckého opevnění. Nachází se poblíž Zahrady léčivých rostlin Farmaceutické fakulty UK. 

## Historie

### Součást opevnění
Pajkrova flošna byla postavena v rámci budování královéhradeckého městského opevnění v roce 1774 (je uváděn i rok 1784) jako jedna ze tří flošen (dalšími byla tzv. pivovarská flošna a do dnešní doby nedochovaná Pražská flošna v místě dnešního Ulrichova náměstí). Byla postavena roku podle návrhu generála Ing. Mikuláše z Kleindorfu. Po bitvě u Hradce Králové roku 1866 bylo opevnění zrušeno a v letech 1893 až 1929 byl příkop a okolní hradby odstraněny a objekt sloužil bez řádné údržby různým skladovým účelům.

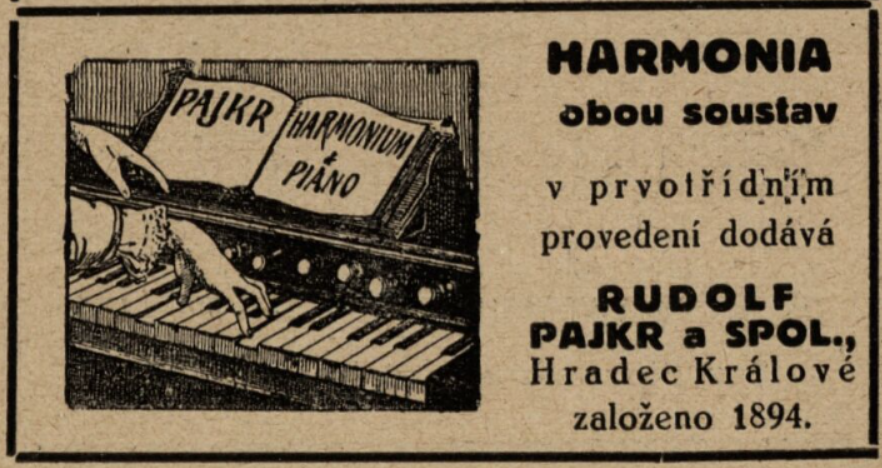
Reklama na továrnu Rudolfa Pajkra z roku 1926

### Po zrušení pevnosti

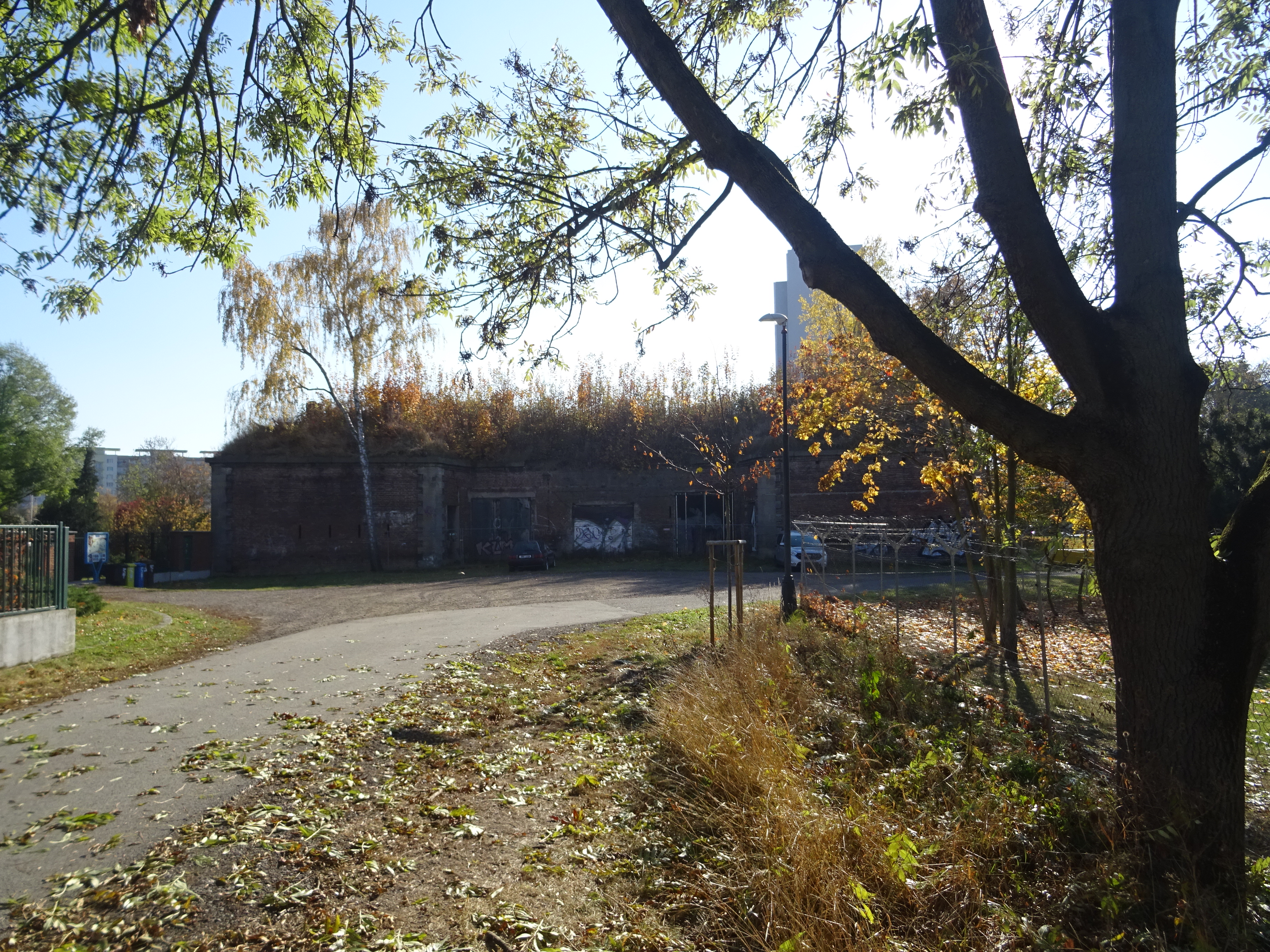
Pajkrova flošna v roce 2021

Po zrušení opevnění sloužil objekt ke skladovým účelům. Roku 1897 připadly plochy obou flošen pivovarníkům pod podmínkou, že pokud nemusí být obě flošny zbourány, zůstane jejich užívání i dispozice a nájemné z nich městu. Později získal flošnu do užívání Rudolf Pajkr, výrobce harmonik, který objekt přizpůsobil a rozšířil pro potřeby továrny. Ty však podlehly 29. června 1902 požáru. Další požár flošny vypukl v roce 15. dubna 1913, kdy bylo zničeno velké množství materiálu.
V roce 1925 bylo navrženo na zbořeništi u Pajkrovy flošny zřídit obytnou budovu pro chudší vrstvy obyvatelstva. K úpravě na nouzové byty skutečně došlo, avšak během vichřice v roce 1929 byla budově stržena střecha. Později se zde kvůli nevyhovujícím podmínkám začal šířit tyfus, na což město reagovalo vybudováním nové studny v roce 1931. Ve třicátých letech 20. století vznikla na území flošny i městská zahrada, v návrhu bylo i vybudování sadu či botanické zahrady. Ve dvacátém století sloužila flošna jako garáže či sklad pro technické služby. Od roku 1987 je objekt též kulturní památkou.

### Součást Univerzity Karlovy
Do roku 1991 byl objekt pronajímán technickým službám Hradce Králové a o dva roky později převzala objekt do pronájmu Farmaceutická fakulta v Hradci Králové Univerzity Karlovy. V roce 2014 avizoval děkan FaF UK Alexandr Hrabálek, že se flošna dočká rekonstrukce a vznikne v ní studentský klub. Náklady na opravu a vybudování zázemí se měly pohybovat okolo 35 milionů korun. V roce 2021 bylo podepsáno memorandum mezi městem, univerzitou a královéhradeckým krajem o rekonstrukci objektu, avšak namísto původního studentského klubu by v něm mělo sídlit výukové centrum.

## Popis
Jedná se o pozdně barokní předsunuté opevnění (lunetu), vysokou přes 5 metrů a půdorys lehce nepravidelného čtverce. Všechny místnosti jsou valeně či půlkruhově sklenuty a vydlážděny cihlami. Po celé délce budovy probíhá pět dlouhých kasemat, z nichž střední je 24 m dlouhá a tvořila průjezd a přístup do sousedních kazemat. Obvodové zdi jsou neomítnuty, vnitřní stěny naopak omítnuty jsou.